# ブライアン・ヤング (1958年生のアイスホッケー選手)
ブライアン・ヤング（Brian Donald Young、1958年10月2日）は、カナダ連邦アルバータ州ジャスパー出身の元プロアイスホッケー選手。ポジションはディフェンス。

## 経歴
1978年のNHLドラフト4巡目(全体63位)でシカゴ・ブラックホークスから指名され、入団。ブラックホークスでは8試合に出場した。キャリアの大部分をアイスホッケー・ブンデスリーガのシュヴェニンゲンERCで過ごした。